# Orthogeomys lanius
La tuza lanuda (Orthogeomys lanius) es un roedor geómido endémico de México y muy poco conocido.
Lo poco que se sabe de esta especie es que posee un pelaje terso que la distingue de otras tuzas. Es de color pardo oscuro con pelos blancos, la cola es negra y las garras son largas. En su anatomía se considera similar a Orthogeomys hispidus.
Es bastante rara y solamente se ha registrado en su localidad tipo, en el lado sureste del volcán Pico de Orizaba.